# Kursk (K-141)
O Kursk (Курск) foi um submarino de mísseis de cruzeiro operado pela Marinha da Rússia e a décima primeira embarcação da Classe Oscar II. Sua construção começou em março de 1990 nos estaleiros da Sevmash e foi lançado ao mar em maio de 1994, sendo comissionado em dezembro do mesmo ano. Era armado com 24 mísseis de cruzeiro P-700 Granit e vários tubos de torpedos de 650 e 533 milímetros, tinha um deslocamento de mais de 24 mil toneladas e conseguia alcançar uma velocidade máxima de 32 nós na superfície e dezesseis nós submerso.
O Kursk foi designado para servir na Frota do Norte, porém pouco atuou pelos seus primeiros cinco anos de serviço devido a uma escassez de combustível e dinheiro na Rússia pós-fim da União Soviética. Suas atividades no período consistiram em apenas algumas viagens de treinamento. A primeira e única missão da embarcação ocorreu em meados de 1999, quando foi enviada por seis meses para o Oceano Atlântico e Mar Mediterrâneo com o objetivo de monitorar as operações da Sexta Frota dos Estados Unidos durante uma intervenção militar na Iugoslávia por parte da OTAN.
O navio afundou em 12 de agosto de 2000 no Mar de Barents durante um grande exercício junto com a frota, quando torpedos na sua proa detonaram acidentalmente devido a um vazamento de peróxido de hidrogênio. Atrasos no reconhecimento da ocorrência de um acidente e início de operações de busca, equipamentos obsoletos e recusa de ajuda internacional impediram a localização rápida do Kursk e resgate de sobreviventes. A resposta da marinha e do governo foram muito criticadas. Seus destroços foram recuperados em outubro de 2001 e desmontados.

## Características

Desenho da Classe Oscar II

A Classe Oscar II, designada oficialmente pelos soviéticos como Projeto 949A Antei, foi projetada pelo Escritório de Projetos Rubin. A principal diferença em relação à Classe Oscar I, ou Projeto 949 Granit, era adição de uma seção à ré da torre de comando. Esta tinha a intenção de modificar a sala de máquinas ao adicionar um sistema de silenciamento em massa e um sonar MGK-540 aprimorado. A insonorização adicional permitiu que a Classe Oscar II fosse muito mais silenciosa que submarinos soviéticos anteriores, porém ao custo de um aumento de 1,3 mil toneladas de deslocamento.
O Kursk tinha um comprimento de fora a fora de 154 metros, boca de 18,2 metros e calado de nove metros quando navegando na superfície. Seu deslocamento na superfície era de aproximadamente 14,7 mil toneladas, enquanto o deslocamento submerso chegava a por volta de 24 mil toneladas. Tinha um casco duplo dividido em nove compartimentos interconectados e normalmente acessíveis, com exceção do sexto, onde ficavam os reatores nuclares, que eram acessados apenas por um corredor especial antirradiação. O casco externo era feito de chapas de aço com oito milímetros de espessura, que por sua vez eram apoiadas por um casco cilíndrico rígido interno feito de chapas de cinquenta milímetros. O espaço entre os dois cascos variava de um a quatro metros, dependendo da localização. Todo o casco externo era coberto com placas de revestimento anecóico de borracha, o que reduzia os sons vindos de dentro da embarcação e dispersavam a onda acústica que podia ser captada por um sonar inimigo.
O submarino era equipado com dois reatores nucleares de água pressurizada OK-650b que proporcionavam o vapor necessário para movimentar duas turbinas a vapor, cada uma girando uma hélice de sete lâminas. Este sistema produzia um total de cem mil cavalos-vapor (73,6 mil quilowatts) de potência, suficiente para uma velocidade máxima de dezesseis nós (trinta quilômetros por hora) na superfície e 32 nós (59 quilômetros por hora) submerso. Cada reator ficava em um compartimento próprio e selado. O invólucro pressurizado ficava alojado em um tanque de absorção com 25 metros cúbicos cheio de água e montado sobre uma base de amortecimento de vibração para absorver choques de explosões próximas do navio. O combustível consistia em elementos anulares de cermet de urânio-alumínio ou um tipo dispersado em zircônio envolto em vinte a 45 por cento de urânio enriquecido em 48 conjuntos, totalizando duzentos quilogramas para cada reator. Havia um sistema de desligamento de emergência por meio da inserção de hastes de controle. Como medida final de segurança, todo o compartimento dos reatores podia ser inundado com água por meio de válvulas especiais.
O Kursk tinha a intenção de combater navios de superfície inimigos, especialmente porta-aviões. Para isso, foi armado com 24 mísseis de cruzeiro antinavio P-700 Granit transportados em silos rígidos localizados na parte central da embarcação em ambas as laterais da torre de comando com doze de cada lado, ficando inclinados em quarenta graus. Também levava consigo um carregamento de 24 torpedos. Haviam quatro tubos de torpedo de 533 milímetros na proa e dois ou quatro tubos de torpedo de 650 milímetros também, dependendo da fonte. Destes tubos de torpedo também era possível disparar mísseis antissubmarino RPK-2 Wjuga e RPK-6 Wodopad.

## História
O batimento de quilha do submarino ocorreu em 22 de março de 1990 nos estaleiros da Sevmash em Severodvinsk, em Arcangel. Foi originalmente chamado K-141, mas foi rebatizado em 6 de abril de 1993 para Kursk em homenagem à Batalha de Kursk na Segunda Guerra Mundial. Foi lançado ao mar em 16 de maio de 1994 e comissionado na Frota do Norte da Marinha da Rússia em 30 de dezembro do mesmo ano. O navio pouco atuou nos anos após sua entrada em serviço devido à uma escassez de combustível causada pela situação econômica ruim da Rússia no período pós-fim da União Soviética, partindo apenas para cruzeiros de treinamento. Consequentemente, sua tripulação passou pouquíssimo tempo no mar e era inexperiente. Sua única missão ocorreu em 1999, quando foi enviado durante seis meses para o Oceano Atlântico e depois Mar Mediterrâneo com o objetivo de monitorar as operações da Sexta Frota dos Estados Unidos durante uma intervenção militar na Iugoslávia por parte da OTAN.

### Acidente
O Kursk deixou sua base em 10 de agosto de 2000 com uma tripulação de 118 homens e seguiu para exercícios no Mar de Barents, ao leste da Península de Rybachy, aproximadamente 135 quilômetros de Severomorsk e duzentos quilômetros de Murmansk. A área foi designada como campo de tiros de torpedo durante exercícios que seriam realizados por trinta navios da Frota do Norte.
Dois dias depois, durante os exercícios, uma explosão ocorreu na proa do Kursk às 11h29min (7h29min UTC) enquanto ele estava se preparando para lançar dois torpedos a uma profundidade de periscópio. Uma segunda explosão muito maior ocorreu 135 segundos depois da primeira, sendo registrada por uma estação sismológica na Noruega com uma magnitude entre 3 e 3,5 na escala Richter. Essas explosões abriram um buraco de dez por oito metros no casco interno e causaram uma onda de choque que percorreu todo o comprimento do submarino até a popa, quebrando a segunda e terceira anteparas estruturais estanques e deformando a quarta. Estas acabaram ruindo sob a pressão hidrostática da água, inundando o interior do Kursk. As outras anteparas até a última permaneceram intactas. A enorme quantidade de água que entrou no submarino o deixou com uma flutuabilidade negativa e o fez afundar imediatamente até acomodar-se no fundo do mar a uma profundidade de 108 metros. Seus destroços ficaram com um adernamento de dois graus para frente e 1,5 grau para bombordo.
A maior parte dos estilhaços e pedaços arrancados do submarino caíram de vinte a trinta metros a bombordo. A condição do casco interno indicava que a onda de choque da segunda explosão foi direcionada de dentro do navio para cima e bombordo.

### Sobreviventes
"Aqui está escuro para escrever, mas vou tentar por tato. Parece que não há chances reais, 10–20%. Eu espero que pelo menos alguém leia isto. Aqui está uma lista de pessoal de outras seções que agora estão na nona e vão tentar escapar. Saudações a todos, não há necessidade de desespero."

Capitão-tenente Dmitri Kolesnikov
A primeira explosão provavelmente matou todos os tripulantes nos compartimentos dianteiros, enquanto a onda de choque da segunda matou os restantes, com a exceção de 23 que trabalhavam nas seções dos reatores nucleares e salas de máquinas, no sétimo, oitavo e nono compartimentos. Eles conseguiram se refugiar no último compartimento. Um desses sobreviventes foi o capitão-tenente Dmitri Kolesnikov, que conseguiu escrever bilhetes contando sobre a situação no compartimento.
Não se sabe por quanto tempo os tripulantes reunidos no último compartimento conseguiram sobreviver, mas estimativas são de aproximadamente entre duas a três horas baseadas nas condições difíceis pós-acidente e nas reservas de oxigênio disponíveis. Verificou-se nas posteriores autópsias que os corpos de três homens apresentavam vestígios de queimaduras químicas, enquanto o nono compartimento em si estava cheio de água e coberto de cinzas e poeira. A origem das queimaduras nunca foi estabelecida oficialmente, mas acredita-se que os três estavam tentando recarregar o sistema de geração de oxigênio quando acidentalmente derrubaram um cartuxo de superóxido na água, seja pela fadiga, escuridão ou estresse, causando uma explosão que os matou.

### Ações de resgate
Como o Kursk ainda não havia feito contato até às 23h30min, tendo perdido duas entregas programadas de relatórios, o almirante Viacheslav Popov a bordo do cruzador de batalha Pyotr Velikiy soou um alarme, porém o comando naval em Moscou só foi informado às 5h00min da manhã seguinte. O almirante Gennadi Verich, o chefe das forças de resgate da Marinha da Rússia, conversou com sua equipe no decorrer do dia sobre como responderem caso os relatos da perda do submarino fossem confirmados. Enquanto isso, os noruegueses estavam analisando seus dados sísmicos incomuns do Mar de Barents e na manhã do dia 14 aviões de reconhecimento registraram a concentração de navios russos em um padrão de operações de resgate. O almirante Einar Skorgen da Defesa Marítima Norueguesa entrou em contato com Popov e ofereceu ajuda. O principal noticiário televisivo russo anunciou o desparecimento do Kursk no mesmo dia e a notícia rapidamente se espalhou pelo mundo. Os governos da Noruega, Estados Unidos e Reino Unido ofereceram até o final do dia toda a ajuda necessária. O Ministério da Defesa russo debateu no dia 15 se deveriam aceitar ajuda estrangeira, mas muitos dos participantes da reunião acreditavam que as "ofertas ocidentais eram gestos cínicos e hipócritas de potências navais cujo único real interesse no Mar de Barents era a espionagem".
Enquanto isso, as forças de resgate localizaram o Kursk e fizeram várias tentativas de se atracarem ao submarino com um veículo de resgate subaquático, porém todas fracassaram por problemas técnicos ou esgotamento da bateria. Oficiais da Frota do Norte que estavam observando a operação de navios próximos expressaram frustração com os fracassos, com um deles chegando a gritar para Verich: "Almirante, você é uma vergonha para seu uniforme e sua marinha!" O clima piorou na noite do dia 15 e forçou a suspensão das operações de resgate. O governo no dia seguinte finalmente decidiu aceitar ajuda externa e Popov ligou às 14h00min para a Marinha Real Norueguesa pedindo que mergulhadores equipados com os melhores equipamentos de mergulho e descompressão fossem enviados. Poucas horas depois os russos também aceitaram ajuda da OTAN, com o comandante David Russell da Marinha Real Britânica partindo para o Mar de Barents com os navios MV Normand Pioneer e MV Seaway Eagle levando consigo o LR5, um submersível de resgate de última geração. Entretanto, no meio do caminho a permissão para Russell subir a bordo do Pyotr Velikiy foi retirada porque os russos achavam que ele era um espião, com o Normand Pioneer e Seaway Eagle sendo proibidos de se aproximarem do Kursk. Oficiais navais estavam na época garantindo às famílias dos tripulantes que estes estavam vivos e que todo possível estava sendo feito para resgatá-los. Igor Baranov, o diretor de construção do Kursk, afirmou durante uma coletiva de imprensa que o submarino era o melhor do mundo em sistemas de suporte de vida, que os tripulantes poderiam sobreviver por mais cinco ou seis dias e que era possível resgatar todos com vida.

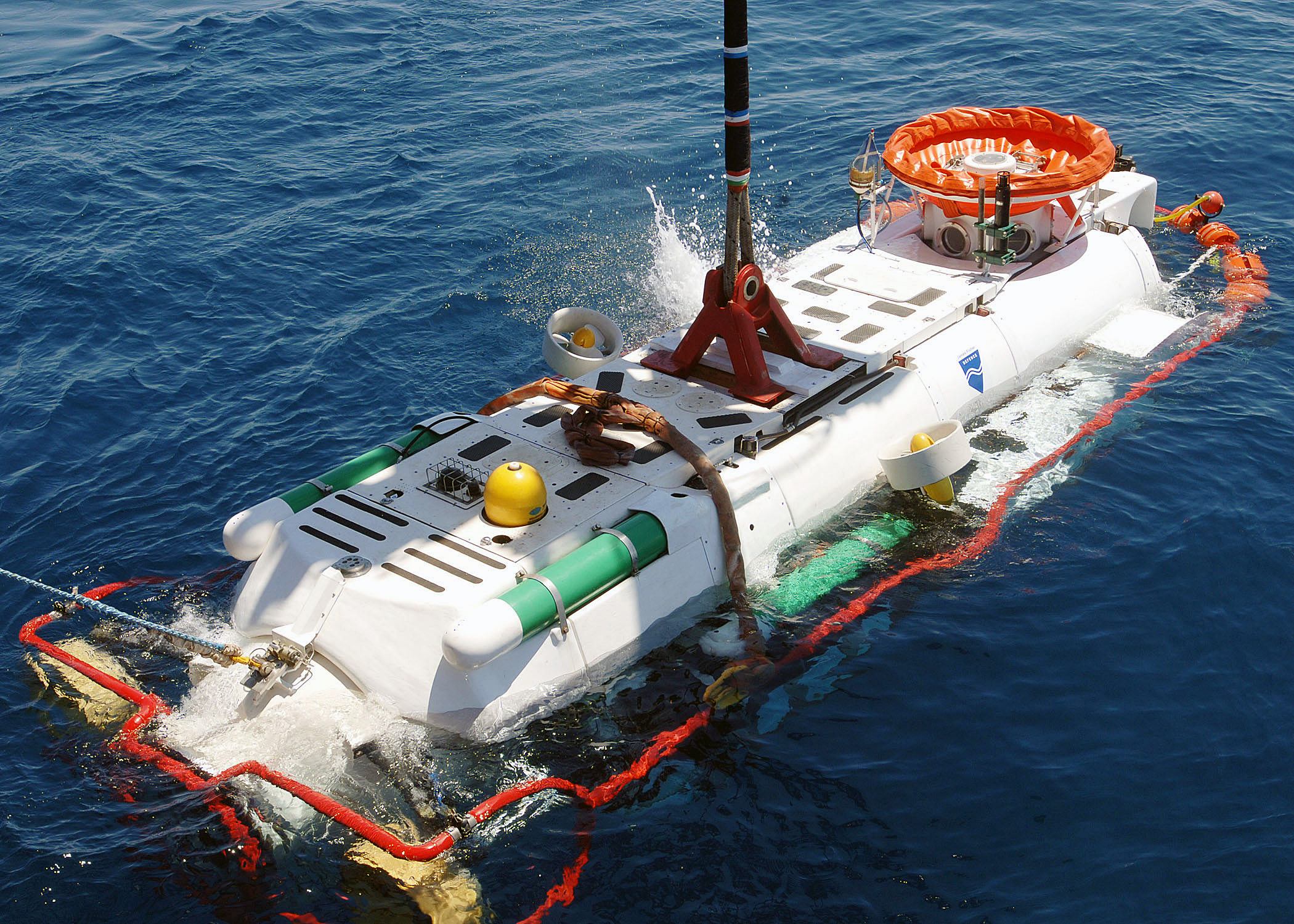
O submersível LR5, usado pela Marinha Real Britânica na tentativa de resgatar os tripulantes do Kursk

Foi apenas no dia 18 que os russos forneceram informações técnicas que confirmaram que a escotilha de resgate do LR5 era compatível com a escotilha de ré do Kursk. No sábado dia 19, exatamente uma semana depois do acidente, foi finalmente concordado em uma reunião no Seaway Eagle que operações conjuntas de resgate começariam, mas só no dia seguinte. Verich não quis subir a bordo do Normand Pioneer e inspecionar o LR5, segundo Russell porque ele parecia acreditar que todos no Kursk já estavam mortos e esperava que isso fosse confirmado no dia seguinte para que as operações fossem logo canceladas. Mergulhadores noruegueses desceram ao submarino no dia 20 para proteger a escotilha e equalizar a pressão, porém descobriram que escotilha estava inundada. Ainda assim havia esperanças de que o nono compartimento ainda estivesse estanque. Popov permitiu às 2h00min de 21 de agosto que o Normand Pioneer navegasse até o local do acidente e que o LR5 iniciasse suas operações. A tampa externa da escotilha de fuga do Kursk, localizada perto dos controles de popa, foi aberta ao amanhecer e os mergulhadores começaram a examinar suas condições, descobrindo que a escotilha estava bem preservada. Eles em seguida começaram a medir a diferença de pressão entre a pressão hidrostática do mar e o interior do submarino, descobrindo que eram idênticas, significando que o nono compartimento também estava inundado.
Mergulhadores abriram a tampa interna da escotilha de fuga às 10h30min e baixaram uma pequena câmera para o nono compartimento, registrando imagens de corpos de tripulantes que morreram afogados ou por envenenamento de dióxido de carbono. Também haviam vestígios de fogo, com paredes carbonizadas e pinturas rachadas. A operação de resgate foi encerrada às 11h40min do mesmo dia, com Russell se encontrando a bordo do Pyotr Velikiy com o almirante de frota Vladimir Kuroiedov, o comandante da Marinha da Rússia, informando que voltaria para o Reino Unido imediatamente. Ainda no mesmo dia, os tripulantes do Normand Pioneer realizaram cerimônia fúnebre em homenagem às vítimas, enquanto a tripulação do Pyotr Velikiy fez uma saudação aos britânicos enquanto estes partiam.

## Destroços

Os destroços do Kursk depois de serem levantados do mar

A Marinha da Rússia e o Escritório de Projetos Rubin começaram a indagar empresas estrangeiras no início de 2001 sobre a possibilidade de levantar os destroços do Kursk do fundo do mar até o final do ano. Este prazo apertado era consequência de uma promessa feita pelo presidente Vladimir Putin  aos familiares das vítimas. O prazo foi inaceitável para algumas empresas, pois tal operação seria de alto risco devido aos torpedos e mísseis ainda a bordo. O submarino tinha partida para os exercícios equipado com 24 torpedos, dois dos quais eram de treinamento; um tinha sido disparado e o outro fora a causa do acidente. Dos outros 22 torpedos com ogivas convencionais, sete explodiram durante o acidente, deixando quinze cujo estado era completamente desconhecido após o naufrágio. Piorando a situação, a explosão poderia ter jogado torpedos em outros compartimentos, onde permaneceriam desprotegidos e com risco maior de detonação. O consórcio holandês Mammoet-Smit aceitou o trabalho e firmou um contrato com a Marinha da Rússia em maio de 2001.

## Causas
O governo russo anunciou em 1º de julho de 2002 que a causa do naufrágio foi a explosão de um torpedo. Durante o exercício, um torpedo Tipo 65-76A número de série 298A 1336A PW sofreu um vazamento de peróxido de hidrogênio altamente concentrado chamado de peróxido de alto teste, que era usado como oxidante para o combustível do torpedo. Este peróxido entrou em contato com o querosene do torpedo, causando a primeira explosão. Normalmente, uma explosão de um torpedo dentro de um tubo de torpedo não teria consequências fatais, pois com a tampa do tubo fechada o casco interno seria capaz por conta própria de absorver a onda de choque. Entretanto, entre o primeiro e segundo compartimentos havia uma válvula de pressurização que era normalmente deixada aberta para minimizar mudanças de pressão durante lançamentos, o que provavelmente permitiu que a onda de choque e talvez fogo e gases tóxicos entrassem nos compartimentos seguintes. Registros de sonar do Pyotr Velikiy, que estava posicionado próximo ao Kursk no momento do acidente, indicam que provavelmente houve um incêndio e vazamento de propelente no compartimento de torpedos. A versão oficial do governo russo afirma que o vazamento inicial do peróxido foi causado por microporos nas soldas do torpedo, culpando assim seu fabricante, a Dagdizel. A segunda explosão foi na verdade uma série de cinco a sete explosões em sequência que ocorreram durante um espaço de apenas meio segundo. A força total dessa explosão em cadeia foi estimada entre duas e três toneladas de trinitrotolueno e muito provavelmente ocorreu pela detonação de até sete ogivas dos torpedos na sala de torpedos.